# (4432) McGraw-Hill
(4432) McGraw-Hill es un asteroide perteneciente al cinturón de asteroides, descubierto el 2 de marzo de 1981 por Schelte John Bus desde el Observatorio de Siding Spring, Nueva Gales del Sur, Australia.

## Designación y nombre
Designado provisionalmente como 1981 ER22. Fue nombrado McGraw-Hill en homenaje al telescopio “1.3-m McGraw-Hill” situado en la cresta suroeste de Kitt Peak, Arizona, lugar desde donde se realizaron las primeras observaciones de este asteroide.

## Características orbitales
McGraw-Hill está situado a una distancia media del Sol de 2,385 ua, pudiendo alejarse hasta 2,898 ua y acercarse hasta 1,873 ua. Su excentricidad es 0,214 y la inclinación orbital 0,461 grados. Emplea 1345 días en completar una órbita alrededor del Sol.

## Características físicas
La magnitud absoluta de McGraw-Hill es 14,5. Tiene 3,042 km de diámetro y su albedo se estima en 0,254.